# 돈 (1958년 영화)
"돈"은 김소동 감독, 손기현 각본의 1958년 흑백 영화이다.

## 줄거리
신도리(新道里)라는 마을에 사는 우직(愚直)하고 순박하기 이를 데 없는 봉수(김승호)는 송아지를 사다가 키워서 큰소로 파는, 이를테면 수전노였다. 어느날 봉수가 사기꾼·고리대금업자인 억조(최남현) 때문에 노름에서 재산을 다 날리고, 하나 남은 밑천인 송아지를 팔아서 서울로 올라간다. 싸구려 구제 물자라도 사다가 장사를 해 볼 속셈에서였다. 그러나 그것마저 모조리 사기당해 버린 봉수는 마을에 다시 내려와 실의(失意)의 나날을 보낸다. 그러던 어느날 우연히 발견한 것은, 억조가 그의 며느리감인 옥경(최은희)에게 덤벼들다가 흘려 버린 돈 5만원이었다. 결국 봉수와 억조 사이에 격투가 벌어지고, 억조는 제칼에 찔려 죽고만다. 하지만 이 일 때문에 영호와 옥경은 잡혀서 서울로 압성되고 봉수도 마찬가지 신세가 된다. 돈의 허망함을 뒤에 남기고서…….

## 개요
이 영화에서는 우리 사회의 가장 보편화된 윤리와 금전 사상을 주제로 잡고 있다. 돈으로 인해서 빚어지는 서민 사회의 갈등을 비교적 사실적인 수법으로 묘사하였다. 당시 대통령인 이승만의 얼굴이 찍힌 돈을 신발로 밟는 장면의 클로즈업은 일종의 사회적 모순을 정치적 부조리(不條理)에까지 소급해 보는 작가의 날카로운 고발정신의 소산이라고 보아도 좋은 문제작이었다.

## 출연
- 김승호
- 최은희
- 최남현